# Ida Kamińska
Pour les articles homonymes, voir Kamińska.
Ida Kamińska (en yiddish : אידה קאַמינסקאַ), née le 4 septembre 1899 à Odessa et morte le 21 mai 1980 à New York, est une actrice polonaise.

## Biographie
Ida Kamińska est la fille d'Ester Rachel Kamińska, grande comédienne de la scène yiddish, et d'Abraham Izaak Kaminski, réalisateur et producteur. Dina Halpern est sa tante.
N’ayant plus le droit d’exercer son métier pendant la Seconde Guerre mondiale, l'actrice fuit son pays et se réfugie aux Etats-Unis. Elle revient en Pologne en 1945 et reprend ses activités théâtrales. En 1947, elle participe au premier documentaire mettant en avant des artistes juifs polonais Mir, lebngeblibene (The Jewish people live) et apparaît dans le film de Aleksander Ford de 1948 La vérité n'a pas de frontière (Ulica graniczna) pour un petit rôle non crédité au générique. Ensuite elle joue au théâtre durant dix-huit ans. En 1965, elle est la vedette du Miroir aux alouettes, un drame de Ján Kadár et Elmar Klos. Pour ce rôle, elle est nommée pour l’Oscar de la meilleure actrice. Lors du festival de Cannes de 1968, Ida et son partenaire Jozef Kroner reçoivent une mention spéciale pour leur interprétation. En 1967, elle tourne dans Czarna suknia de Janusz Majewski pour la télévision polonaise.  En 1969, elle retrouve Ján Kadár pour son dernier rôle dans The angel Levine.
Elle est enterrée au cimetière juif du Mont Hébron à Flushing, dans l’État de New York.

## Filmographie
- 1912 : Mirele Efros d'Andrzej Marek : Szlojmele
- 1913 : Gots shtrof d'Abraham Izaak Kamiński
- 1924 : Tkies khaf de Zygmunt Turkow : Rachel Kronenberg
- 1939 : On a heym d'Aleksander Marten : Bas Szewa
- 1948 : La vérité n'a pas de frontière (Ulica graniczna) d'Aleksander Ford : Helena
- 1965 : Le Miroir aux alouettes (Obchod na korze) de Ján Kadár et Elmar Klos : Rozalie Lautmann
- 1970 : The Angel Levine de Ján Kadár : Fanny Mishkin

## Récompenses et distinctions
- Croix d'officier dans l'ordre Polonia Restituta
- Nommée aux Oscars de 1967 dans la catégorie meilleure actrice dans Le Miroir aux alouettes.
- Nommée aux Golden Globe de 1967 dans la catégorie meilleure actrice dans Le Miroir aux alouettes.
- Mention spéciale au Festival de Cannes 1965 pour sa performance dans Le Miroir aux alouettes.